# Jean-François Chossy
Jean-François Chossy, né le 4 mai 1947 à Montbrison (Loire), est un homme politique français.

## Biographie
Jean-François Chossy a axé son activité parlementaire autour de la question du handicap. Il est notamment l'auteur de la loi sur le handicap du 11 février 2005 et a été le président du groupe d'études parlementaire « Intégration des personnes fragilisées et handicapées »  de Assemblée nationale.
Il est à l'initiative de la « loi Chossy », promulguée le 11 décembre 1996 pour garantir un accompagnement pluridisciplinaire aux personnes autistes, et faire reconnaître l'autisme en tant que handicap, en modifiant la loi de 1975. Adoptée à l'unanimité, il s'agit de la première loi en faveur des droits des personnes autistes en France.
Il a été réélu, au premier tour, député le 10 juin 2007, pour la XIIIe législature (2007-2012), dans la 7e circonscription de la Loire. Il fait partie du groupe UMP et est membre du Parti chrétien-démocrate.
Il était membre du groupe d'études sur le problème du Tibet de l'Assemblée nationale.
Le 5 mai 2011, l'Assemblée annonce la cessation de son mandat, le député ayant accepté une mission auprès du Premier ministre de plus de 6 mois. Son siège est donc attribué à son suppléant : Paul Salen.

## Décoration
- Médaille d'honneur de la santé et des affaires sociales, or en tant que « rapporteur de la loi sur le handicap du 11 février 2005, ancien président du groupe d'études Intégration des personnes fragilisées et handicapées de l'Assemblée nationale »[7]

## Détail des fonctions et des mandats
Mandats locaux
- 19 mars 1989 - 18 juin 1995 : Maire de Saint-Just-Saint-Rambert
- 25 juin 1995 - 18 mars 2001 : Maire de Saint-Just-Saint-Rambert
- 16 mars 1998 - 28 mars 2004 : Conseiller régional de Rhône-Alpes
- 29 mars 2004 - 14 mars 2010 : Conseiller régional de Rhône-Alpes

Mandats parlementaires
- 28 mars 1993 - 21 avril 1997 : Député de la 7e circonscription de la Loire
- 1er juin 1997 - 18 juin 2002 : Député de la 7e circonscription de la Loire
- 19 juin 2002 - 19 juin 2007 : Député de la 7e circonscription de la Loire
- 20 juin 2007 - 5 mai 2011 : Député de la 7e circonscription de la Loire